# Place du Bataillon-Français-de-l'ONU-en-Corée
Place du Bataillon-Français-de-l'ONU-en-Corée je náměstí v Paříži v historické čtvrti Marais.

## Poloha
Obdélníkové náměstí tvoří pěší zónu. Rozkládá se ve 4. obvodu mezi Quai de l'Hôtel-de-Ville, Rue Geoffroy-l'Asnier, Rue de l'Hôtel-de-Ville a Rue des Nonnains-d'Hyères. Na náměstí je výstup ze stanice metra Pont Marie.

## Historie
Náměstí bylo vytvořeno městskou vyhláškou z 12. října 1984, kdy byl starostou Jacques Chirac. Bylo pojmenováno na počest francouzského praporu, který se pod záštitou OSN účastnil korejské války.

## Významné stavby
- Památník ve tvaru Korejského poloostrova
- Jardin du Bataillon-de-l'ONU
- Cité internationale des arts
- Square Albert-Schweitzer